# Hoseason Island
Hoseason Island ist eine ca. 9 km lange und 4,5 km breite Insel im  nördlichen Teil des Palmer-Archipels vor der Westküste des Grahamlands auf der Antarktischen Halbinsel. Sie liegt etwa 20 km nordnordöstlich von Liège Island und 30 km westlich von Trinity Island. Von Low Island im Archipel der Südlichen Shetlandinseln ist sie durch die Bransfield-Straße getrennt. 
Der Name der Insel erscheint erstmals 1828 auf einer Landkarte des Robbenjägers George Powell. Namensgeber ist James Hoseason, Erster Maat der Sprightley unter Kapitän Edward Hughes, die im Auftrag der britischen Walfanggesellschaft Samuel Enderby & Sons zwischen 1824 und 1825 in diesen Gewässern operierte.